# Salmon
Salmon är administrativ huvudort i Lemhi County i Idaho. Salmon hade 3 112 invånare enligt 2010 års folkräkning.

## Kända personer från Salmon
- J.D. Cannon, skådespelare
- Richard G. Shoup, politiker